# Sprouts Farmers Market
Sprouts Farmers Market, Inc. (kurz Sprouts) ist eine US-amerikanische Biosupermarktkette mit Hauptsitz in Phoenix, Arizona. Das 2002 gegründete Unternehmen beschäftigt mehr als 35.000 Mitarbeiter und besitzt etwa 360 Filialen in 23 Bundesstaaten, womit es weltweit der drittgrößte Betreiber einer Biosupermarktkette ist.

## Geschichte
1943 eröffnete Henry Boney in der Nähe von La Mesa, Kalifornien, einen Obststand, aus dem sich einige Freiluft-Bauernmärkte entwickelten. 1969 gründeten seine Söhne das Lebensmittelgeschäft Boney’s Market, das sich in der Gemeinde schnell großer Beliebtheit erfreute. 1997 benannte die Familie ihre kleinen Bauernmärkte nach ihrem Vater in Henry’s Farmers Market um. Sprouts Farmers Market wurde 2002 in Chandler, Arizona, von Mitgliedern der Boney-Familie gegründet. 2011 schlossen sich Henry’s, Sun Harvest und Sprouts unter Apollo Global Management zusammen und firmieren seitdem als Sprouts Farmers Market. 2012 wurde zudem Sunflower übernommen und ebenfalls in Sprouts umbenannt. Sprouts wurde 2013 zu einer an der NASDAQ gehandelten Aktiengesellschaft.
Das Sortiment besteht insbesondere aus biologischen und natürlichen Lebensmitteln, darunter Frischwaren, loses Obst und Gemüse, Vitamine und Nahrungsergänzungsmittel, Fleisch und Meeresfrüchte, Feinkost, Backwaren, Milchprodukte, Tiefkühlkost, natürliche Körperpflegeprodukte, Haushalts- und Gesundheitsartikel. Für neue Filialen strebt Sprouts eine Größe von 1.900 – 2.300 Quadratmetern an. Ältere hatten ca. 2.800 Quadratmeter.